# Ametralladora Tipo 97
La Tipo 97 fue la ametralladora fija estándar de los aviones de la Armada Imperial Japonesa durante la Segunda Guerra Mundial. Esta arma no tiene relación alguna con la ametralladora ligera Tipo 97, empleada en tierra por el Ejército Imperial Japonés. 

## Diseño
La Tipo 97 era similar a la ametralladora Tipo 89 del Ejército, siendo una copia bajo licencia de la ametralladora Vickers Clase E. Era muy adecuada para sincronizarse y fue empleada como armamento sobre el capó del A6M Zero. Sin embargo, la Tipo 97 y la Tipo 89 empleaban cartuchos con casquillos de distinta longitud, por lo que sus municiones no eran intercambiables.

## Empleo

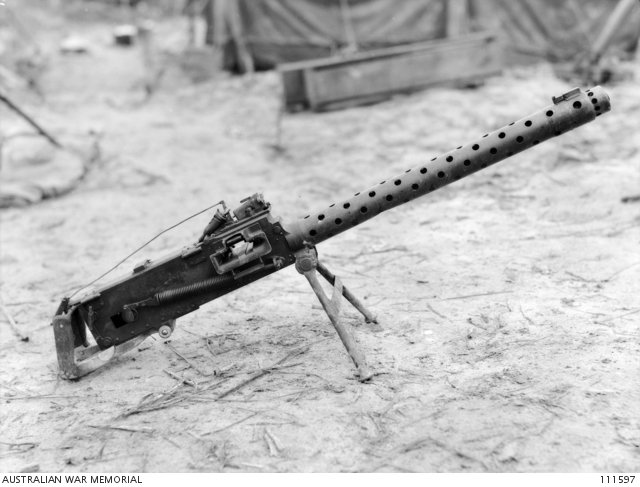
Una Tipo 97 con bípode y agarraderas "mango de pala" para emplearse en tierra, capturada por soldados australianos en Balikpapan, julio de 1945.

La Tipo 97 entró en servicio en 1937 y fue empleada a bordo del B6N Jill, D3A Val, K5Y Willow, D4Y Judy, E16A Paul, E7K Alf, N1K Rex y su versión con base en tierra, F1M2 Pete y J2M Jack, además del A6M Zero y el Nakajima A6M2-N, su derivado hidroavión. También fue empleada por tropas terrestres, añadiéndole un bípode y agarraderas "mango de pala". Las fuerzas republicanas indonesias emplearon ametralladoras Tipo 97 con esta configuración durante la Revolución indonesia.